# Маркетинговые коммуникации
Маркетинговые коммуникации — представляют собой процесс передачи целевой аудитории информации о продукте. Инструментом маркетинговых коммуникаций может быть что угодно: реклама, личная продажа, прямой маркетинг, спонсорство, общение и связи с общественностью.

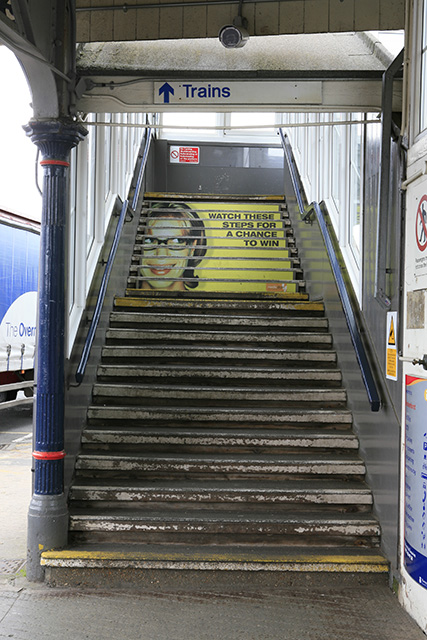
Интеграция креатива и средств массовой информации может привести к созданию мощных образных сообщений, которые привлекают внимание и будут замечены.

Маркетинговые коммуникации состоят из маркетингового соединения, которое составляет 4P: Цена, Продвижение, Место и продукт, для бизнеса, продающего товары, а 7P: Цена, Продвижение, Место, продукт, Люди, Вещественные доказательства и Процесс, для основанного на обслуживании бизнеса.

## Обзор
Маркетинговые коммуникации включают рекламу, акции, продажи, брендинг, кампанию и онлайн-продвижение. Процесс позволяет публике знать или понимать бренд и получить четкую идею о том, что предложит бренд. С растущими технологиями и методами осуществляется прямое участие клиентов. Это делается, включая их идеи и создания, в разработке продукта и продвижение бренда. Успешный брендинг включает в себя целевую аудиторию, которая ценит маркетинговую программу Организации.
Реклама — небольшая, но важная часть маркетинговых коммуникаций; комплекс маркетинговых коммуникаций представляет собой набор инструментов, которые можно использовать для предоставления четкой и согласованной информации целевой аудитории. Это также обычно называют рекламной смесью. Крозье (1990) утверждает, что все термины имеют одинаковое значение в контексте 4ps: продукт, цена, место и продвижение. Цена может отправить сообщение целевой аудитории. Например, сравнивая сумку за 50 долларов с сумкой за 10 долларов, первое можно рассматривать как предмет роскоши или более долговечный.
Маркетинговый план определяет ключевые возможности, угрозы, слабые и сильные стороны, устанавливает цели и разрабатывает план действий для достижения маркетинговых целей. Каждый раздел 4P устанавливает свой собственный объект; например, ценообразование может заключаться в увеличении продаж на определенном географическом рынке путем установления цены на свой собственный продукт или услугу ниже, чем у их конкурентов. Это создает значительные изменения на рынке. Всё больше людей на целевом рынке будут стремиться вести бизнес с вашей организацией, чем с вашими конкурентами, так как ценообразование является одним из наиболее важных аспектов маркетинга, который может изменить весь рынок положительно или отрицательно.

## Определения
- Коммуникационные барьеры: Коммуникационные барьеры - это факторы, которые мешают целям маркетинговой коммуникации. Основными коммуникационными барьерами являются: шум и беспорядок, потребительская апатия, паритет бренда и слабые креативные идеи или стратегии. Шум является несвязанным сенсорным стимулом, который отвлекает потребителя от маркетингового сообщения (например, люди, разговаривающие поблизости, затрудняют прослушивание рекламы на радио). Беспорядок — это большое количество и концентрация рекламы, представляемой потребителю в любое время. Поскольку внимание не может быть разделено, существует предел того, сколько можно взять и обработать, это означает, что сильная маркетинговая коммуникация должна выделяться из беспорядка и быть услышанной над шумом. (Ang, 2014. «Принципы интегрированных маркетинговых коммуникаций». стр. 11.)

- Потребительская апатия - это тенденция потребителя избегать маркетинговых коммуникаций. Потребитель может быть не заинтересован или не считать себя «на рынке» и пытаться исключить ненужные маркетинговые стимулы; это известно как избирательное внимание. Альтернативно, потребитель может быть «на рынке», но не знать о существовании или распространенности бренда или продуктов. Потребители, как правило, покупают знакомые бренды, но не вдохновлены изучать альтернативы. Один из подходов, который маркетологи используют для преодоления апатии, заключается в создании стимулов, таких как конкурентные цены или вознаграждение за лояльность. (Ang, 2014. «Принципы интегрированных маркетинговых коммуникаций». стр. 11.)

- Паритет бренда означает, что бренд существенно не отличается от своего конкурента. Без четкого ценностного предложения потребители не разрабатывают предпочтения бренда или ассоциации, а вместо этого покупают исключительно на основе цены (Ang, 2014. «Принципы интегрированных маркетинговых коммуникаций». стр. 12). Это не идеально, поскольку эффективная маркетинговая коммуникация увеличивает капитал бренда. Одной из важных целей маркетинговых коммуникаций является создание сильной, уникальной идентичности бренда, которая позволяет позиционировать бренд отдельно от конкурентов.
- Комплекс маркетинга является наиболее важной частью маркетинговой стратегии, которая является «основой для управления маркетингом и включения его в бизнес-контекст[6]».

- Маркетинговая стратегия: как бизнес достигает своих маркетинговых целей. Первым шагом к достижению маркетинговой стратегии является определение цели на рынке и разработка плана, который бизнес может реализовать[6].
- Маркетинговые исследования не включают доказанный порядок шагов, приводящих к окончательному выводу. Это повторный процесс, который требует более широкого перспектива. Время от времени проекты могут потребоваться ухудшиться и изменять весь процесс. Давайте возьмем пример Nokia, когда они готовились к соревнованию на рынке смартфона. В ноябре 2011 года они решили придумать что-то новое, особенно нацеленные на молодежь, которые переходили на финские смартфоны. Этот переключатель должен привести несколько изменений, начиная с основных оснований для обучения собственных команд, от нацеливания на продвижение продукции, а также от найма талантливых маркетинговых людей к новым инновациям.[7]

## Коммуникация
Коммуникация является одним из важных аспектов комплекса маркетинга. Маркетинг в XXI веке коммуникационные цели сосредоточены на более персонализированных сообщениях, нацеленных на группы клиентов или отдельных лиц, чтобы создать высокие отклики и расширить взаимодействие с брендом.
По мере того, как бизнес становится все более глобальным с расширением доступа к Интернету, мобильным телефонам и социальным сетям, возникают новые проблемы для информирования людей на целевых зарубежных рынках. Изменения в мировой экономике и доступ к новым рынкам также приводят к увеличению спроса на доставку продукции и сопутствующих услуг. Чтобы быть эффективными, коммуникационные стратегии должны совпадать с маркетинговыми целями, а также учитывать местные языки, диалекты и культурные нормы.
Внешние коммуникации могут включать вопросники исследования рынка, веб-сайт офиса, гарантии, годовой отчет компании и презентации для инвесторов. Внутренние коммуникации могут быть маркетинговыми материалами, прайс-листом, каталогами продукции, презентациями продаж и управленческими коммуникациями. С другой стороны, каждый рынок требует разных типов коммуникаций. Например, промышленный рынок требует более личного общения, а потребительский рынок наоборот - не личного.
Есть также 4 различных основных типа общения.
- От одного ко многим: этот вид общения является самым оригинальным. Он «генерируется из одной точки вещания и затем доступен по радиоволнам или в массовых тиражах». Этот тип общения обычно адаптирован для распространения новостей, которые не являются специфическими и даже не интерактивны. Например, в срочном уведомлении об эфире радиовещания, это полезно для общего объявления.

- От многих к одному: многие к одному обычно связаны с общением один ко многим. Например, кнопка ответа в вашем почтовом ящике, номер предоплаты, купленный у Spark. Все методы коммуникации распространялись на публику с помощью двунаправленной связи от массовых коммуникаций.
- Индивидуальное общение: это наиболее интенсивное и интерактивное общение на индивидуальном уровне. Есть очень много примеров, таких как презентация продаж; переговоры на рынке или прямая поставка, которые основаны на индивидуальном общении. В развитии Интернета, электронной почты и онлайн-покупок появляется шанс встретиться лицом к лицу с людьми. Что дает возможность продавцам и покупателям больше общаться напрямую.
- От многих ко многим: на фоне высокоразвитого Интернета росло общение многих ко многим, например, онлайн-чаты, веб-сайты «блогов». Коммуникационные стенды «многие ко многим» позволяют участникам обменяться идеями и опытом.

Один-к-одному более непосредственный, в то время как каналы многих ко многим имеют тенденцию быть менее срочными, но с большей продолжительностью жизни.

### Психология общения
Одна из основных целей маркетинговых коммуникаций - убедить потребителей, либо изменив их восприятие бренда, продукта или услуги, либо убедив их приобрести (или почувствовать мотивацию / искушение купить) продукт или услугу. «Модель вероятности разработки» используется для демонстрации того, как происходит убеждение. Когда сообщение маркетинговой коммуникации отправлено, сначала оно должно быть подтверждено и получено. Уделяя внимание маркетинговым коммуникациям, потребители начнут обрабатывать и понимать сообщение. Есть два пути убеждения: центральный и периферийный. Центральная обработка маршрута используется в решениях о покупке с высокой вовлеченностью. Это нечастые покупки с высокой степенью риска, которые обычно связаны с большими деньгами и значительным количеством времени (например, покупка дома или автомобиля). Поскольку эти решения о покупке сопряжены с высоким риском, большие когнитивные усилия затрачиваются для того, чтобы рационально выбрать наиболее логичный и ценный доступный вариант. В этих маркетинговых сообщениях информация о самом продукте или услуге является самой ценной. Обработка периферийных маршрутов используется при принятии решений о покупке с низкой вовлеченностью. Это частые покупки с низким уровнем риска, как правило, с низкой или средней стоимостью, в которых выбор делается больше на аффективных (или основанных на эмоциях) ценностях, а не на когнитивных (или рациональных) ценностях. Из-за этого в маркетинговых сообщениях будет использоваться больше рассказа историй и образов, в которых основное внимание будет уделено тому, как продукт или услуга дают ощущение, а также связанным с ним ассоциациям, а не атрибутам и спецификациям, которыми он обладает.  

## Виды маркетинговых коммуникаций
Основные направления маркетинговых коммуникаций:
1. реклама;
2. связи с общественностью (PR);
3. брендинг;
4. программы лояльности;
5. директ-маркетинг;
6. спонсорство;
7. стимулирование сбыта.

Прочие инструменты маркетинговых коммуникаций:
1. упаковка;
2. сувениры с фирменной символикой в качестве подарков;
3. предоставление лицензии на использование фирменных символов компании или продукта;
4. послепродажное (сервисное) обслуживание;
5. личная продажа;
6. незапланированные обращения;
7. средства стимулирования торговли или рекламно-оформительские средства для мест продажи, доставляющие маркетинговое обращение непосредственно в места продажи и повышающих вероятность приобретения товаров покупателями (внутренние купоны магазина и пр.).

## Отрасли, связанные с маркетинговыми коммуникация
Проникновение на рынок социальной медиа поднимается благодаря услугам, таким как YouTube, Facebook, Instagram, Pinterest, SnapChat и Tiktok. Компании используют эти внешние платформы для привлечения существующих и будущих клиентов, укрепляют обмен сообщениями бренда, влияют на мнения клиентов, предоставляют целевые предложения и более эффективно обслуживать клиентов.

## С маркетинговыми коммуникациями тесно связаны следующие направления деятельности
- маркетинг;
- брендинг;
- графический дизайн;
- продажи.

## Коммуникативный маркетинг отношений
Исходя из этого, Том Дункан и Сандра Э. Мориарти сформировали концепцию маркетинга отношений, основанного на общении. Эта модель расходилась с концепцией общего одностороннего сценария, когда бизнес влияет на потребителей, чему верить. Однако Дункан и Мориарти утверждали, что общение между бизнесом и потребителями является ключом к созданию сильного учреждения для маркетинговых усилий, ориентированных на потребителя. Процесс IMC через коммуникационный маркетинг проходит через последовательный трехэтапный процесс. Организации начинают с выбора эффективного сочетания методов коммуникации; затем выбираются методы маркетинга; после этого лучшее из каждого элемента сплавляется и интегрируется вместе, а затем передается от организации к аудитории. Впоследствии эти результаты сформировали современный маркетинг, сосредоточив внимание на интерактивном двустороннем подходе, который устанавливает взаимопонимание с заинтересованными сторонами. Развитие интегрированных маркетинговых коммуникаций развилось в три категории: подход «изнутри наружу», подход «снаружи внутрь» и кросс-функциональный стратегический подход. 

## Интегрированные маркетинговые коммуникации
Интегрированные маркетинговые коммуникации (англ. integrated marketing communications) — концепция совместного использования всех видов маркетинговых коммуникаций, исходя из единых целей.
Коммуникации при этом взаимодополняют друг друга. Возникает эффект синергии, который позволяет добиться эффективности, труднодостижимой при использовании отдельных видов маркетинговых коммуникаций.
Под акциями интегрированных маркетинговых коммуникаций подразумевается использование комплекса маркетинговых и коммуникационных инструментов для реализации конкретной маркетинговой стратегии.
Преимущества интегрированных маркетинговых коммуникаций:
1. единство управления кампанией по продвижению продукта;
2. единство планирования кампании;
3. единство финансирования кампании.

В итоге такой подход оказывается значительно дешевле традиционного. Существенная экономия возможна, т.к. данный подход позволяет отказаться от прямого размещения рекламы на телевидении.
С другой стороны, интегрированные коммуникации более трудоемки и интеллектоемки. Они предъявляют более высокие требования к квалификации сотрудников и качеству управления.
Для комплексного подхода к разработке интегрированной коммуникационной стратегии, существует ряд моделей. Одна из них — модель PESO. На ее основе можно разработать единую коммуникационную стратегию для продвижения по всем каналам. В названии модели зашифрованы четыре основных группы каналов распространения информации — Paid, Earned, Shared, Owned. 
Совершенно новый подход к интегрированным маркетинговым коммуникациям предоставляет Интернет. Если в традиционных медиаканалах коммуникация происходит обезличено, то Всемирная сеть позволяет персонализировать сообщение, отслеживать этап коммуникации с потребителем, применять динамическое ценообразование.